# Hannes Obererlacher
Johannes Obererlacher detto Hannes (Mayrhofen, 27 dicembre 1962) è un ex allenatore di biathlon ed ex biatleta austriaco.

## Biografia

### Carriera sciistica
Nato a Ginzling di Mayrhofen, in Coppa del Mondo ottenne il primo risultato di rilievo il 17 dicembre 1992 a Pokljuka (75°) e l'unica vittoria, nonché unico podio, il 12 gennaio 1997 a Ruhpolding.
In carriera prese parte a tre edizioni dei Campionati mondiali (8° nella staffetta a Ruhpolding 1996 il miglior piazzamento).

### Carriera da allenatore
Dopo il ritiro è diventato allenatore dei biatleti nei quadri della nazionale austriaca. In questa veste fu testimone dei comportamenti scorretti che portarono allo scandalo doping che coinvolse la squadra ai Giochi olimpici invernali di Salt Lake City 2002 e Torino 2006; in particolare, riferì di aver visto l'allenatore Walter Mayer praticare un'autoemotrasfusione al fondista Christian Hoffmann a Salt Lake City. In seguito Mayer, Hoffmann e vari altri membri della nazionale austriaca subirono pesanti squalifiche sportive e condanne penali, mentre Obererlacher lasciò il suo incarico presso la squadra.

## Palmarès

### Coppa del Mondo
- 1 podio (a squadre[1]):
  - 1 vittoria

#### Coppa del Mondo - vittorie
| Data            | Località   | Nazione  | Spec.                                                      |
| --------------- | ---------- | -------- | ---------------------------------------------------------- |
| 12 gennaio 1997 | Ruhpolding | Germania | TM (con Reinhard Neuner, Wolfgang Perner e Ludwig Gredler) |

Legenda:

TM = gara a squadre

#### Campionati austriaci
- 2 medaglie[3]:
  - 1 argento (20 km nel 1997)
  - 1 bronzo (20 km nel 1991)